# NGC 4341
NGC 4341 é uma galáxia lenticular (SB0) localizada na direcção da constelação de Virgo. Possui uma declinação de +07° 06' 25" e uma ascensão recta de 12 horas, 23 minutos e 53,1 segundos.
A galáxia NGC 4341 foi descoberta em 13 de Abril de 1784 por William Herschel.